# Jeff Hephner
Jeff Hephner é um ator estadunidense, mais conhecido pelo seu papel como Matt Ramsey na terceira temporada de The O.C.. Ele também pôde ser visto em Law & Order: Criminal Intent e no filme Maid in Manhattan, ao lado de Jennifer Lopez.

## Filmografia

### Televisão
- 2013 Chicago Fire como Jeff Clarke
- 2013 King & Maxwell como Brady Ritter
- 2012 CSI: NY como Evan Westcott
- 2011 Boss como Ben Zajac
- 2011 Castle como Edmund / Zalman Drake
- 2010 Hellcats como treinador Red Raymond
- 2010 Ghost Whisperer como Alex
- 2010 Drop Dead Diva como Jack Bryant
- 2010 Private Practice como Jerry
- 2010 NCIS como Commander Peter Sheridan
- 2009 Mercy como Pete Boswick
- 2009 CSI: Investigação Criminal como Wayne Smith
- 2008-2009 Easy Money como Morgan Buffkin
- 2008 Cold Case como David Nelson
- 2008 Nip/Tuck como Kyle Ainge
- 2008 Dr. House como Seth
- 2007 Without a Trace como Roy
- 2007 CSI: Miami como Keith Reynolds
- 2006 The O.C. como Matt Ramsey
- 2005 Criminal Minds como Boy in Image
- 2005 Law & Order: Criminal Intent como Michael Pike
- 2004 The Jury como Keenan O'Brien

### Filmes
- 2018 Peppermint
- 2014 Interestelar
- 2013 Free Ride
- 2010 The 19th Wife
- 2008 Shoot First and Pray You Live
- 2006 The Water Is Wide
- 2006 Capitol Law
- 2006 The Wedding Album
- 2002 Maid in Manhattan como Harold
- 2002 So How Do You Feel About Your Watch? como Jason
- 2002 The Outlands como Adam
- 2000 Tigerland como McManus